# Teatro Zanoni Ferrite
Teatro Zanoni Ferrite é um teatro localizado na cidade de São Paulo. Foi inaugurado no dia 11 de junho de 2010 resultado de uma reforma no auditório da Biblioteca Paulo Setúbal que ganhou infraestrutura suficiente para montagem de espetáculos.  Em março de 2016, junto com a biblioteca foram integrados com a criação do Centro Cultural da Vila Formosa. O Teatro é gerido pela Secretaria Municipal de Cultura.

## Crítica
Em 28 de setembro de 2014, foi publicado na Folha de S.Paulo o resultado da avaliação feita pela equipe do jornal ao visitar os sessenta maiores teatros da cidade de São Paulo. O teatro foi premiado com três estrelas, uma nota "regular", com o consenso: "Na Vila Formosa, o espaço amplo que o teatro ocupa é agradável: pufes coloridos no hall de entrada e, à direita, uma biblioteca — fechada no dia da visita. Perde pontos pelas saídas de emergência sem iluminação e pelo vazamento de sons externos para dentro da sala."